# Perceptron wielowarstwowy
Perceptron wielowarstwowy (ang. Multilayer Perceptron, MLP) – najpopularniejszy typ sztucznych sieci neuronowych. Sieć tego typu składa się zwykle z jednej warstwy wejściowej, kilku warstw ukrytych oraz jednej warstwy wyjściowej. Warstwy ukryte składają się najczęściej z neuronów McCullocha-Pittsa. Ustalenie właściwej liczby warstw ukrytych oraz liczby neuronów znajdujących się w poszczególnych warstwach jest trudnym zagadnieniem, które musi rozwiązać twórca sieci neuronowej. Warstwa wyjściowa może składać się z neuronów liniowych (w przypadku regresji) lub neuronów nieliniowych (w przypadku klasyfikacji). Trenowanie sieci typu MLP możliwe jest dzięki zastosowaniu metody wstecznej propagacji błędów.
Perceptron wielowarstwowy w przeciwieństwie do perceptronu jednowarstwowego może być wykorzystywany do klasyfikowania zbiorów, które nie są liniowo separowalne.
Sieć MLP w swojej podstawowej wersji jest siecią, w której nie ma sprzężenia zwrotnego, w przeciwieństwie do sieci zwanych sieciami rekurencyjnymi. Na bazie sieci MLP zbudowane są splotowe sieci neuronowe, służące do rozpoznawania obrazów.

## Podstawy matematyczne
Perceptron wielowarstwowy można zapisać jako funkcję:
{\displaystyle y=f(x,\theta )}
gdzie:

{\displaystyle y} - wyjście sieci,

{\displaystyle x} - wejście sieci,

{\displaystyle \theta } - parametry (wagi) określone podczas uczenia się sieci

Sieć neuronowa zwana jest siecią ponieważ składa się z wielu warstw. Funkcja {\displaystyle f} z powyższego wzoru jest tak naprawdę złożeniem wielu funkcji:

{\displaystyle f(x)=f^{(n)}(\ldots f^{(3)}(f^{(2)}(f^{(1)}(x))))}
gdzie:

{\displaystyle n} - numer warstwy sieci

## Oprogramowanie
Perceptron wielowarstwowy może być łatwo zdefiniowany oraz wytrenowany przy użyciu wysokopoziomowych bibliotek języka Python takich jak:
- Keras
- Lasagne